# Museo Municipal de Jérica
El Museo Municipal de Jérica fue fundado en el año 1946 y estuvo situado en los bajos del edificio del Ayuntamiento de esta localidad de la comarca del Alto Palancia, en la provincia de Castellón, España, hasta el año 2014, cuando se inauguraron las nuevas instalaciones. Ubicado en la calle Cuesta Zalón n.º 2, junto a la Iglesia de Santa Águeda y en la conocida como Casa de Bru, hoy en día el visitante puede disfrutar de un lugar mucho más adecuado para la exposición de una muestra del valioso patrimonio local.  

## Historia
El origen de este museo se encuentra por un lado en la existencia de un considerable patrimonio, tanto mueble como inmueble, en la localidad de Jérica, y por otro del deseo de un número reducido de personas, de recopilar, unir, catalogar y exhibir, todo el  conjunto de objetos arqueológicos  y etnológicos que se iban encontrando en las intervenciones que en el término municipal se iban realizando. Así, en el año 1946, el doctor en Ciencias Históricas, Salvador Llopis entregó al Ayuntamiento de Jérica la colección de todos los objetos que había ido recogiendo desde después de la  guerra del 36 hasta ese momento, para que sirvieran de fondo del Museo Municipal de Jérica, que sería prontamente inaugurado.
Con un proyecto ambicioso desde el principio, se fueron recogiendo, mediante donaciones de los objetos que eran propiedad de los vecinos de la localidad (e incluso comprando piezas en anticuarios de la Capital), un variado conjunto de elementos que hoy en día conforman los fondos del museo.
Fue declarado Monumento Histórico-Artístico Nacional en el año 1962, reconocido como colección museográfica permanente el 22 de febrero de 1996 y Bien de Interés Cultural en 2004. Los contenidos abarcan desde el Neolítico hasta la época actual, no habiendo ningún periodo que no se encuentre representado.
Las nuevas instalaciones fueron inauguradas en octubre de 2014 en el marco de las primeras Jornadas sobre el Patrimonio de Jérica y ocupan el edificio de la Casa Bru, junto a la iglesia de Santa Águeda.

### Colección epigráfica
Donde predominan lápidas funerarias. Al presentar estas lápidas una gran similitud tanto en los materiales empleados como en la forma de su fabricación, el tipo de fuente empleado para sus inscripciones, la decoración, etc. hace, pensar que se trataría de obras realizadas en un mismo taller o por un mismo equipo de artesanos de la zona.  Las lápidas se encontraron dispersas por el término municipal, en diversas partidas de los alrededores de Jérica, como  eran Navarza, la Cruceta, El Partidor y Cuaranta. Algunas de ellas estaban colocadas antiguamente en las fachadas de las casas y luego fueron trasladadas al museo para su exposición. La cronología de todas ellas se engloba entre los siglos I y II, el soporte en que están realizadas es en piedra caliza gris local y como ya hemos indicado antes,  presentaban  rasgos comunes (tipo de piedra, forma, molduras, representación arquitectónica en forma de edículo y algunos aspectos paleográficos).

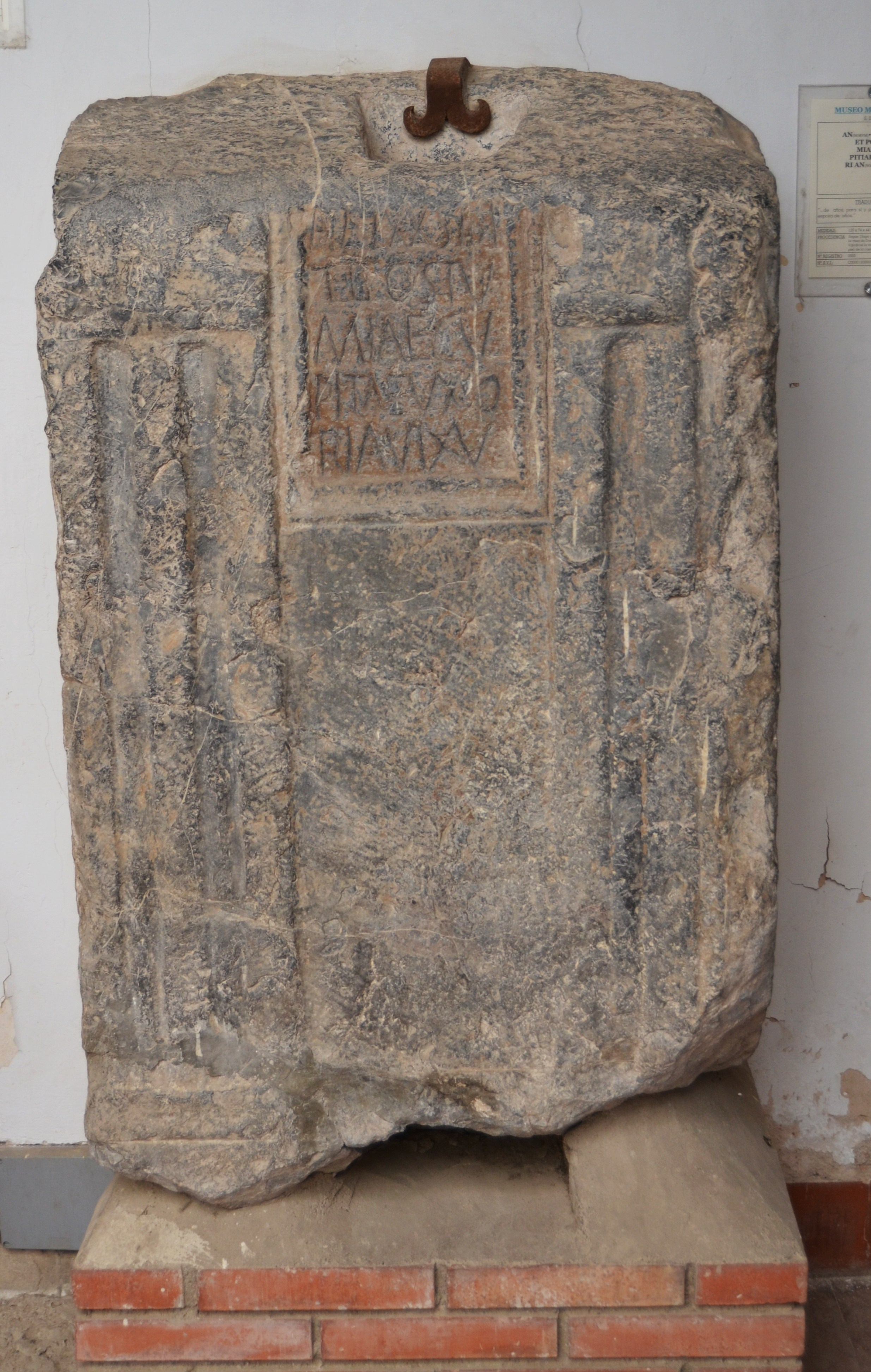
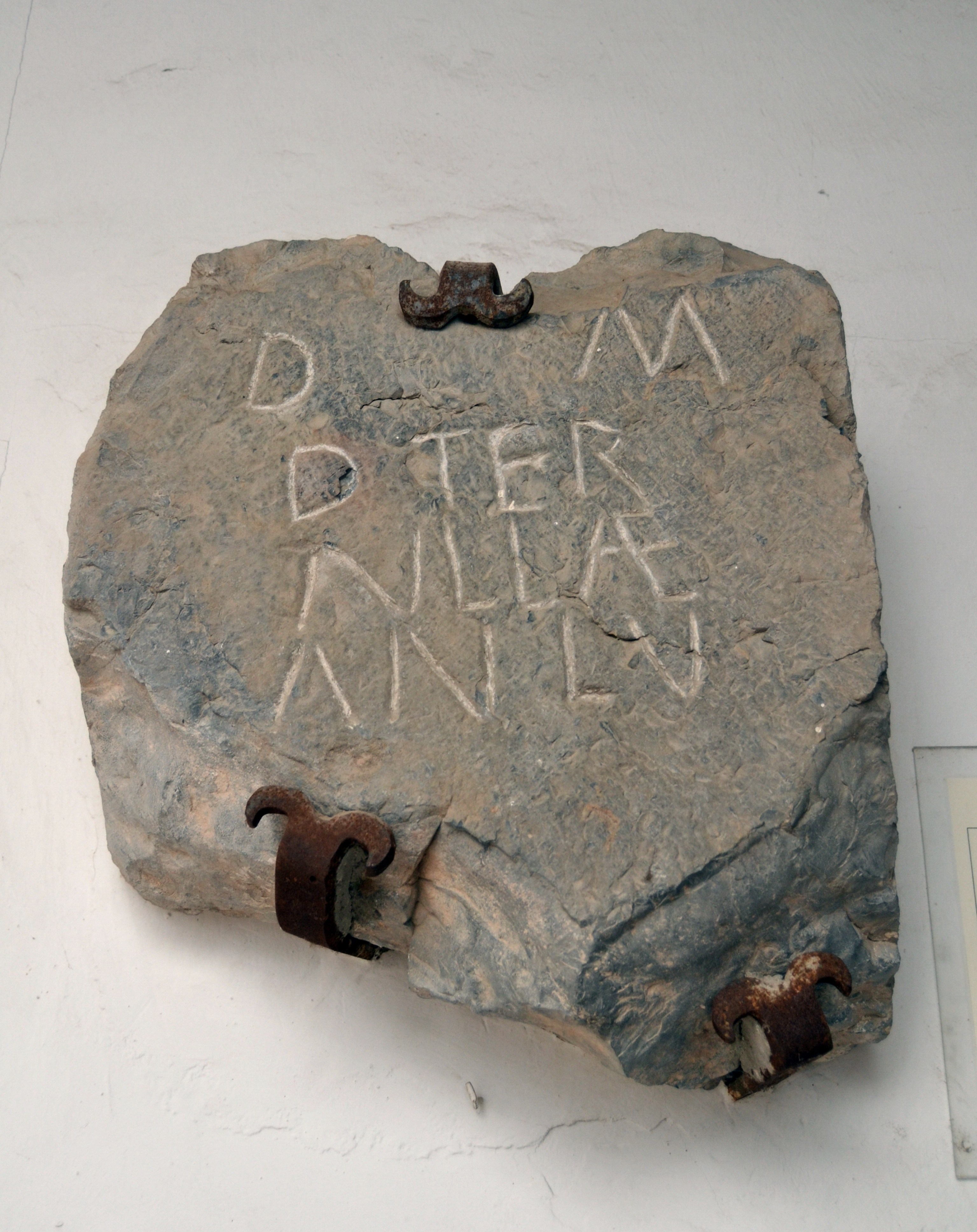
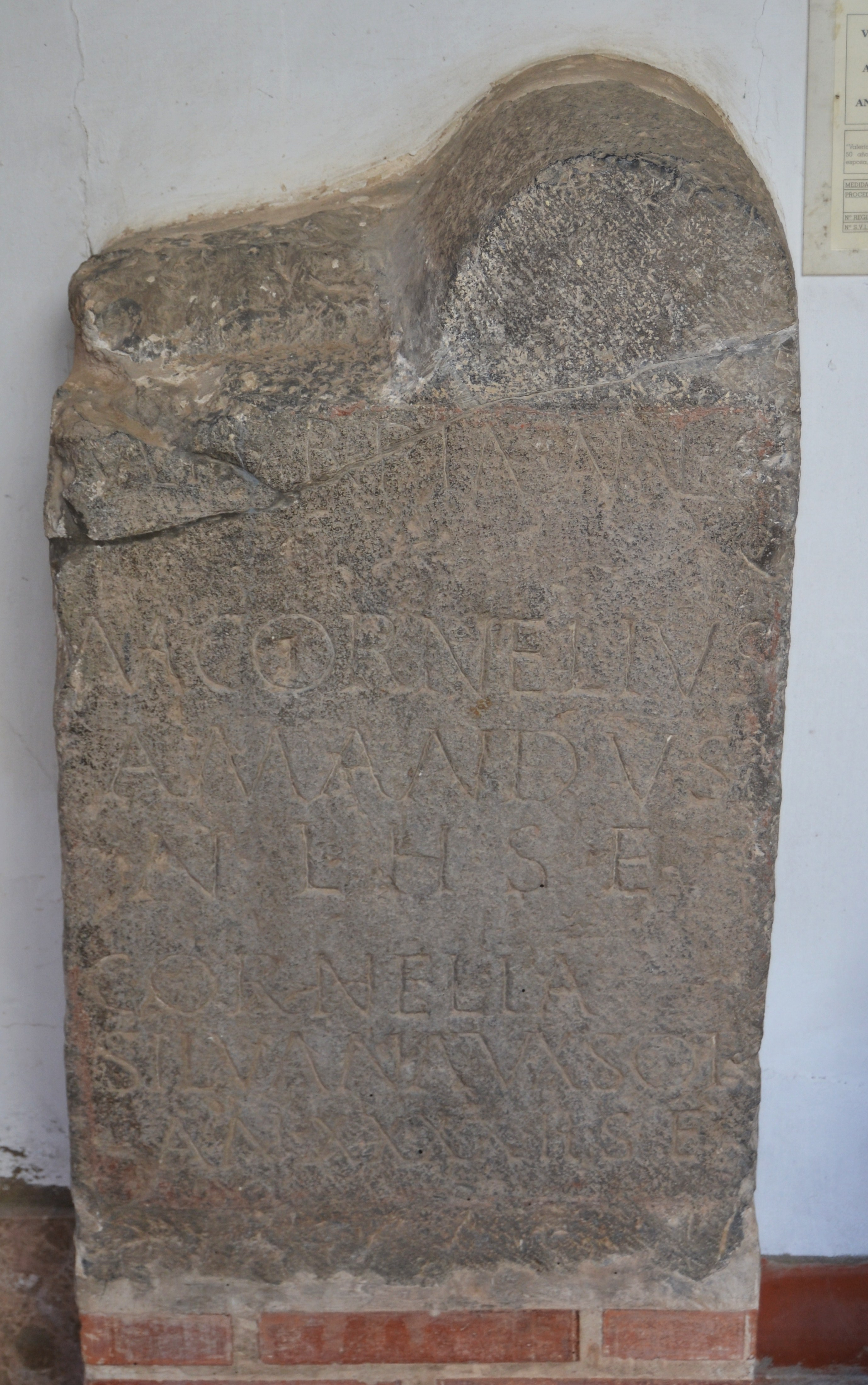
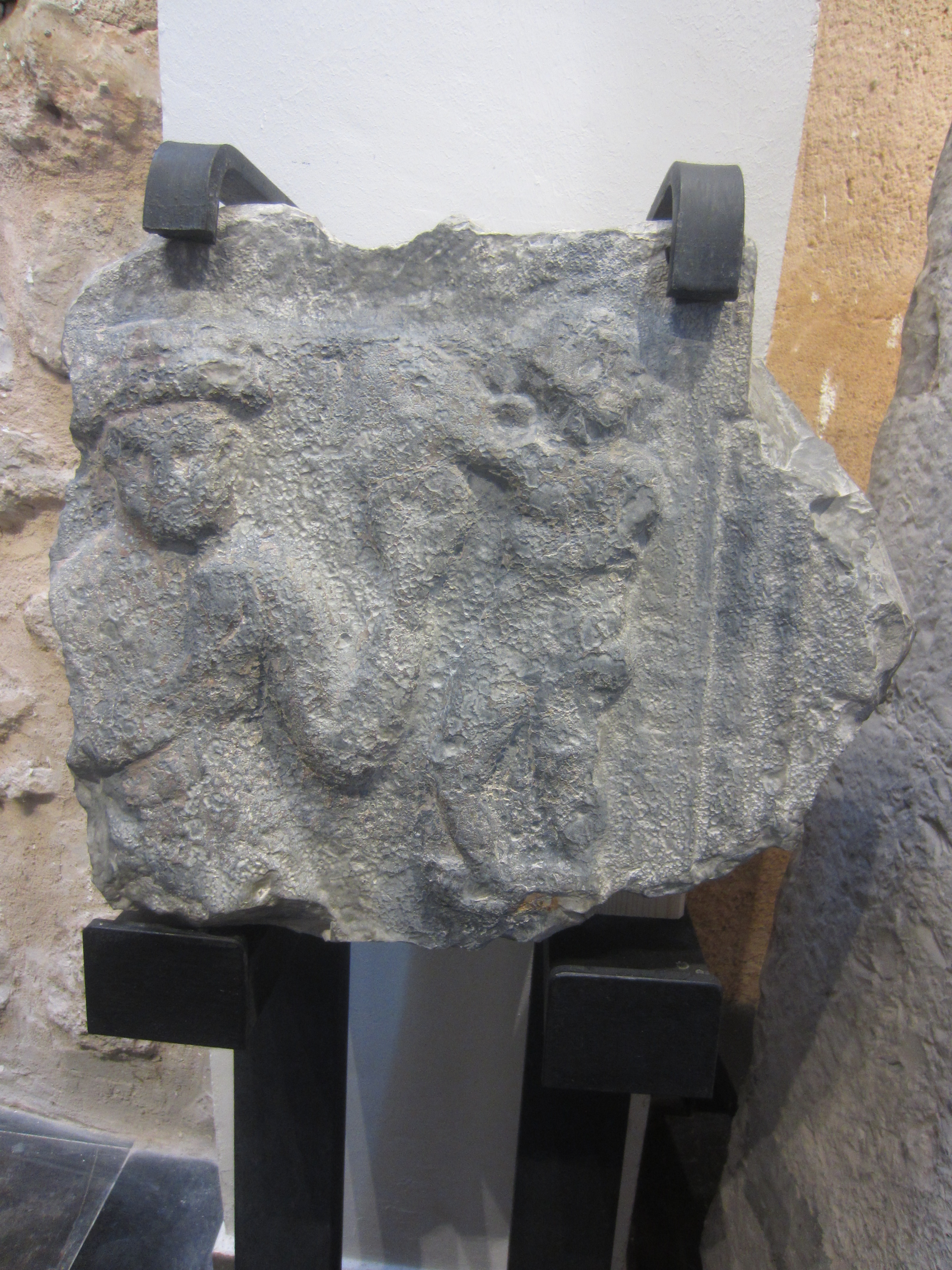

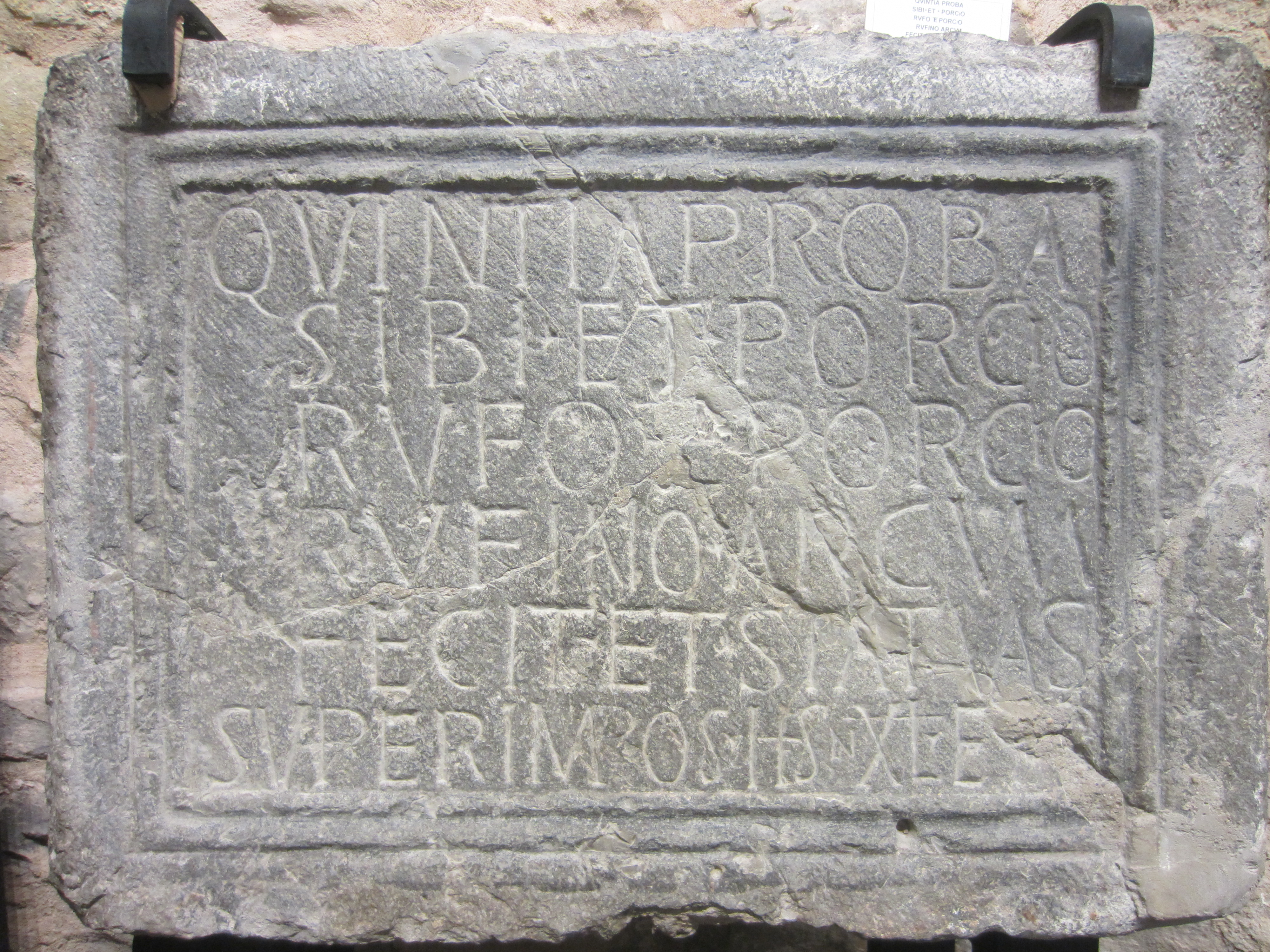
Inscripción de Quintia Proba

De entre todas estas lápidas se podría destacar la  Quinta Proba, que además de las características general que hemos comentado anteriormente,  presenta,  además, un epígrafe  considerado como único dentro de su género. Se trata de una lápida conmemorativa en la que  se menciona (por primera y única vez en todos los restos encontrados en Hispania) el coste de un arco (40.000 sestercios), podríamos traducir el texto por:

QUINTIA PROBA PARA SI Y PARA PORCIO RUFO Y PORCIO RUFINO, HA LEVANTADO EL ARCO Y HA SUPERPUESTO LAS ESTATUAS, POR VALOR DE 40.000 SESTERCIOS. LO HA HECHO ERIGIR (¿) POR TESTAMENTO.

. Se cree que esta inscripción debía estar situada en el entablamento de un arco a la altura del friso. En ella además queda constancia de la existencia de una familia lo suficientemente adinerada como para permitirse el dispendio de la construcción de un elemento arquitectónico como ese. En el año 1999  el Museo de Prehistoria de Valencia solicitó  el préstamo de la obra para la exposición temporal (de marzo a junio de ese año) titulada «Els diners van i venen», pero no pudo traerse a la ciudad  ya que se encuentra obrada en la pared, por lo cual se procedió a realizar una copia de la misma, por parte de un restaurador, para mostrarla en la mencionada exposición.
La última adquisición que se ha realizado, se trata de un fragmento de lápida funeraria de época romana donada por la familia Perelló Alfaro que se encontraba en un campo de su propiedad. En ésta se puede leer S EST, dentro de un campo epigráfico cerrado con una doble moldura, la parcialidad de la misma dificulta la lectura, se trata de un epígrafe funerario por la fórmula que se conserva (HIC SITUS EST), cuya traducción dice «Aquí está enterrado», o «Aquí yace».
Además de estos soportes epigráficos, se han encontrado otros elementos como restos arquitectónicos moldurados que formaban parte de monumentos funerarios o un bajorrelieve que representa una escena de labra tosca en la que un personaje tocado y con vestidura talar aparece ante una divinidad entregando su ofrenda.

### Retablo de San Jorge
Otra de las piezas importantes del museo es el Retablo de San Jorge, perteneciente al estilo denominado gótico internacional, y pintado por Berenguer Mateu entre los años 1430 y 1431 . Se encontraba en la iglesia de San Jorge, actualmente conocida como de la Sangre de Cristo. El retablo representa diferentes escenas de la vida y martirio del Santo, se disponen en tres calles, dos laterales y una central donde se representa la Lucha de San Jorge con el dragón, por último coronando la calle central una escena de la Batalla del Puig. El retablo posee un gran valor, tanto pictórico como simbólico, la leyenda se explica con varios pasajes que encierran el simbolismo del bien y del mal, de lo religioso y la profano.

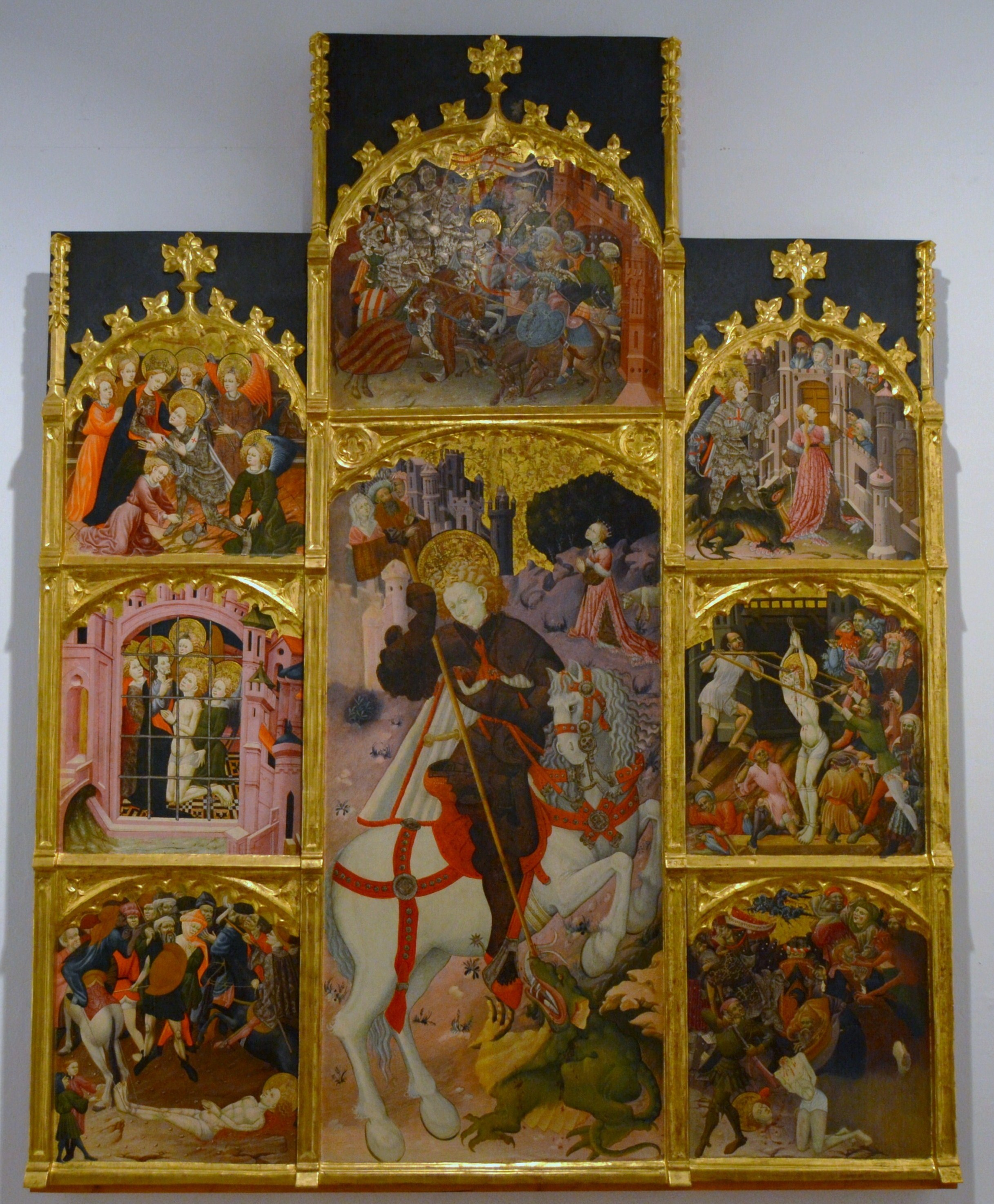
Visión general del retablo.
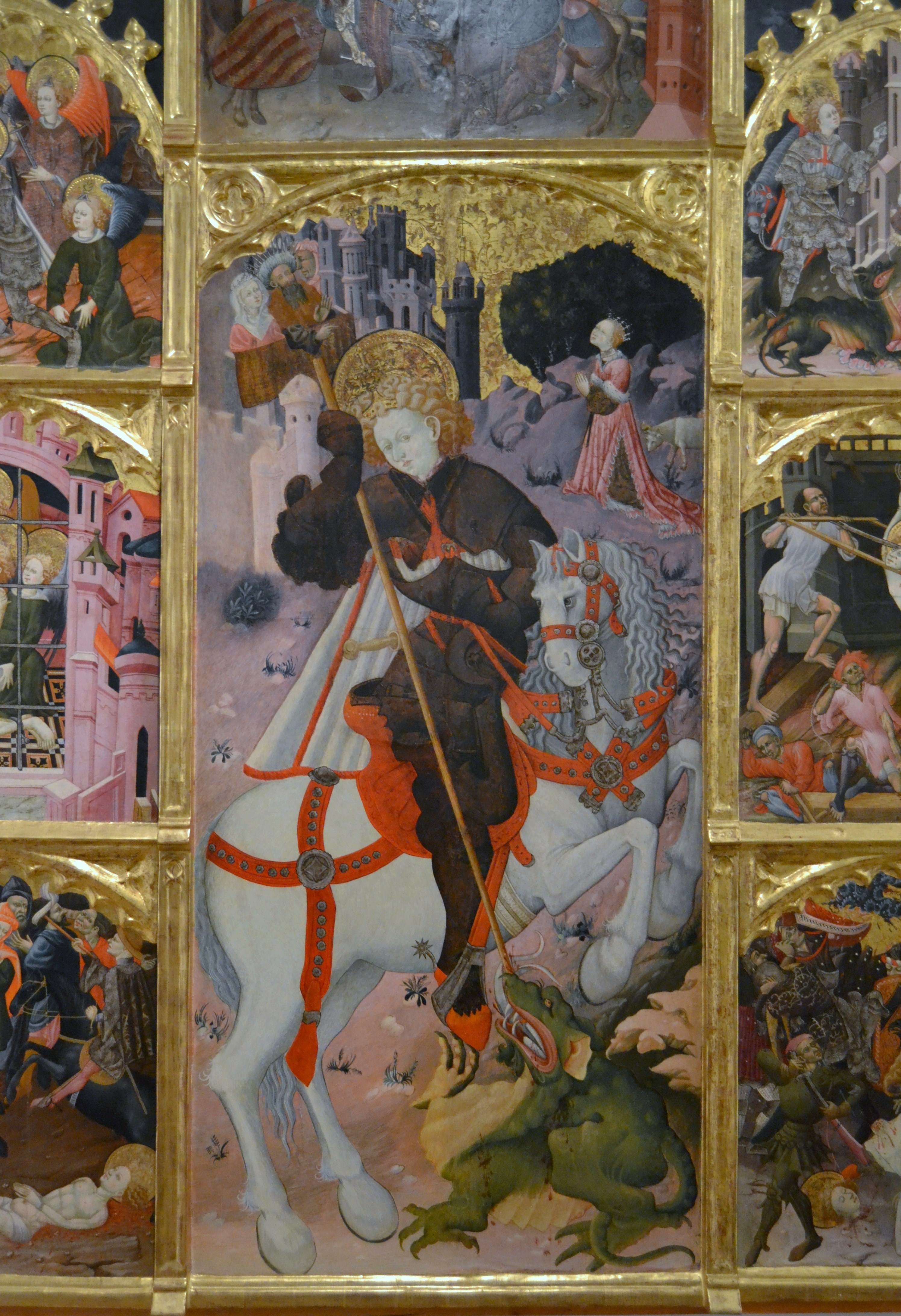
Parte central del retablo.

El estado, deteriorado, en que se encontraba la pintura, tras unas pequeñas reparaciones que se realizaron años atrás, ha devuelto el esplendor y colorido a la obra casi como recién salida de las manos del pintor. El equipo de restauración del Museo de Bellas Artes San Pío V del Valencia ha sido el que realizó este magnífico trabajo.

### Cerámica
La colección de azulejería y cerámica se encuentra en una de las salas. Se trata de una colección modesta, pero donde están representadas piezas de azulejería desde el siglo XIV al XIX. Se encuentran enmarcados en paneles o individualmente los azulejos valencianos en azul cobalto, los azulejos renacentistas de origen Sevillano y Toledano, los barrocos floreados, la iconografía religiosa y los del siglo XIX. Estas piezas fueron adquiridas por el museo mediante donaciones de particulares y también compradas por Vicente Maiques.

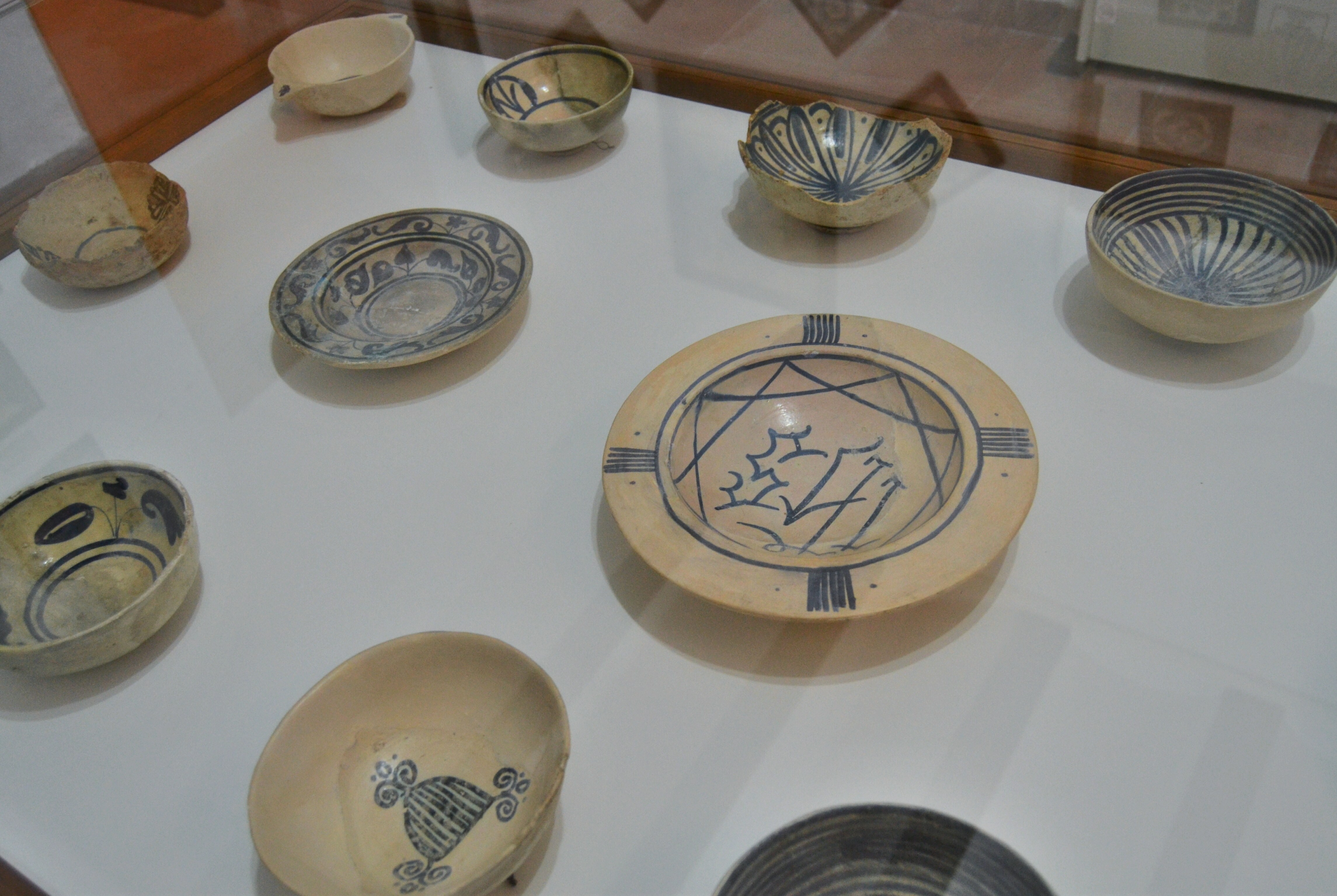
Restos de cerámica de Paterna y Manises.
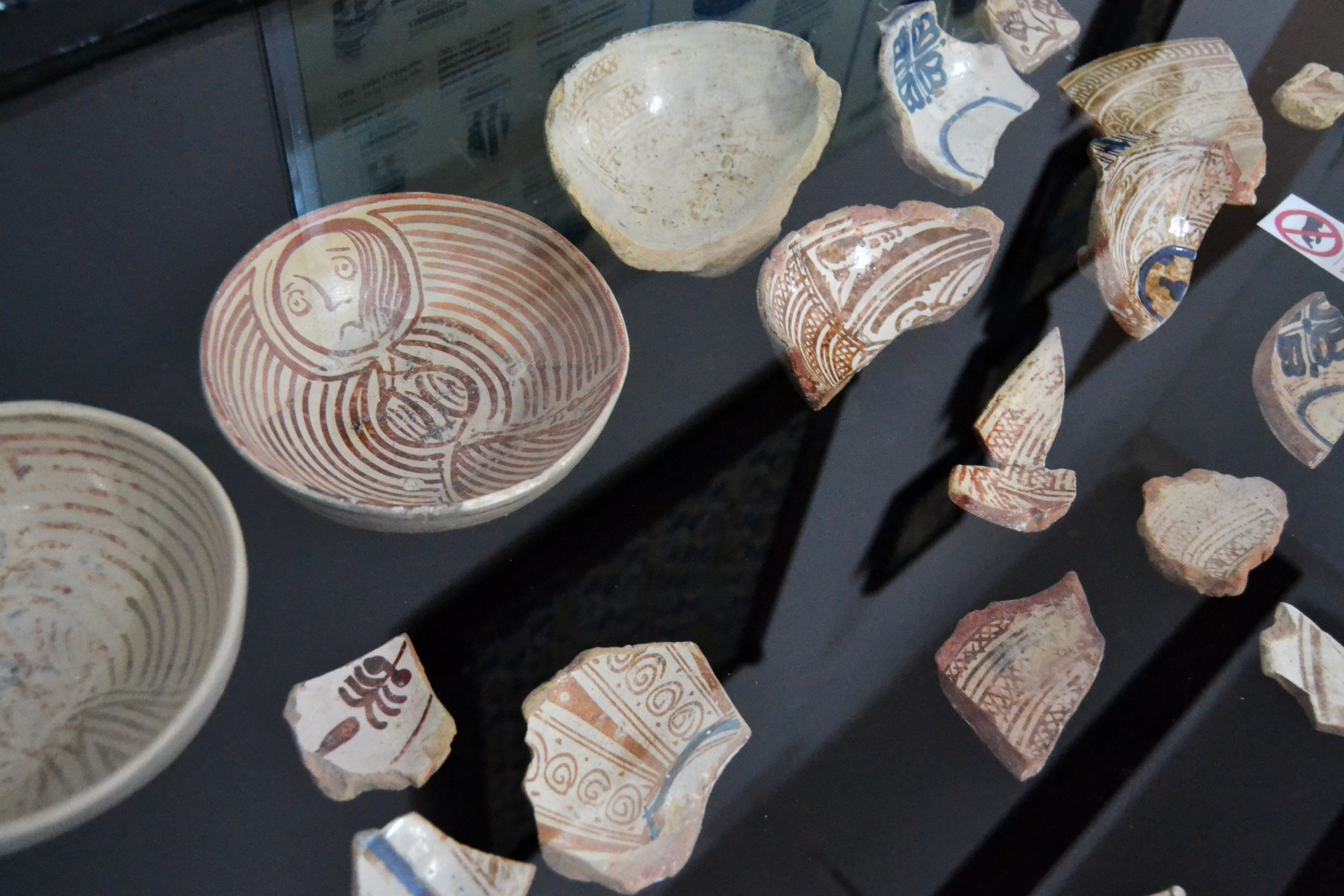
Restos de cerámica.

En la misma sala se encuentran las vitrinas que albergan una muestra de recipientes cerámicos de Valencia y Teruel. En la vitrina principal se exponen piezas propias de la vajilla de mesa, tales como: escudillas, cuencos y platos de cerámica de Paterna y Manises decoradas en azul cobalto de los siglos XIV y XV. Los motivos son variados y consisten en los propios de loza azul de las series geométrica, figurativa, estilizada y epigráfica. Estas piezas fueron restauradas por Florencio Ramón Ruiz (escultor restaurador de Burjasot) en los años 1963-1964.
Hay recipientes variados de cerámica turolense decorada en verde y manganeso. La cronología de estas piezas abarca desde el siglo XIII al XIX y las formas son recipientes de vajilla de mesa (plato, jarra, escudilla) y de uso doméstico (morteros). Las decoraciones son vegetales y esquemáticas, destaca la piña persa, y las hojas de helecho.
La cerámica de reflejos metálicos o loza dorada se expone también en esta sala y hay una muestra de los siglos XV, XVI y XVII, es una cerámica valiosa debido a la dificultad que implica su proceso decorativo pasando varias veces por el horno. Destacan dos escudillas llamadas de «la monja» cuyo motivo decorativo es un ángel con falda y alas explayadas en el anverso, tienen una cronología de mediados del siglo XV, y una escudilla con asas y orejetas con el fondo punteado de finales del siglo XVI y del XVII, todas fueron restauradas en 1964 por Florencio Ramón.
Los motivos vegetales y florales son los que predominan en los anversos de las escudillas: las hojas de helecho, hojas de cardo, hojas estilizadas, rosas de cuatro pétalos o góticas, flores de cardo en capullo, hojas rayadas. A veces junto con estos o por separado hay motivos geométricos, retículas, bandas, filetes, radios, puntos, orlas esquemáticas, cadenetas, etc.

### Otros fondos del museo
Además, puede contemplarse en él, entre otros objetos de valor: el Pendón de la Reconquista (siglo XIII) y el Sepulcro Roque Ceverio y de su esposa Isabel de Valero (siglo XVI), realizado en mármol de alabastro y la Virgen Sedente o del Sagrario que data de finales del siglo XIII y principio del XIV. También se ha dedicado una sala a D. Manuel Pavía y Lacy, general durante la primera guerra carlista, luego nombrado marqués de Novaliches en la que se explica quien fue dicho personaje se exponen una serie de objetos exóticos traídos por él desde Filipinas, que fueron donados a este museo por el vínculo que tuvo con la pedanía que da nombre a su título.

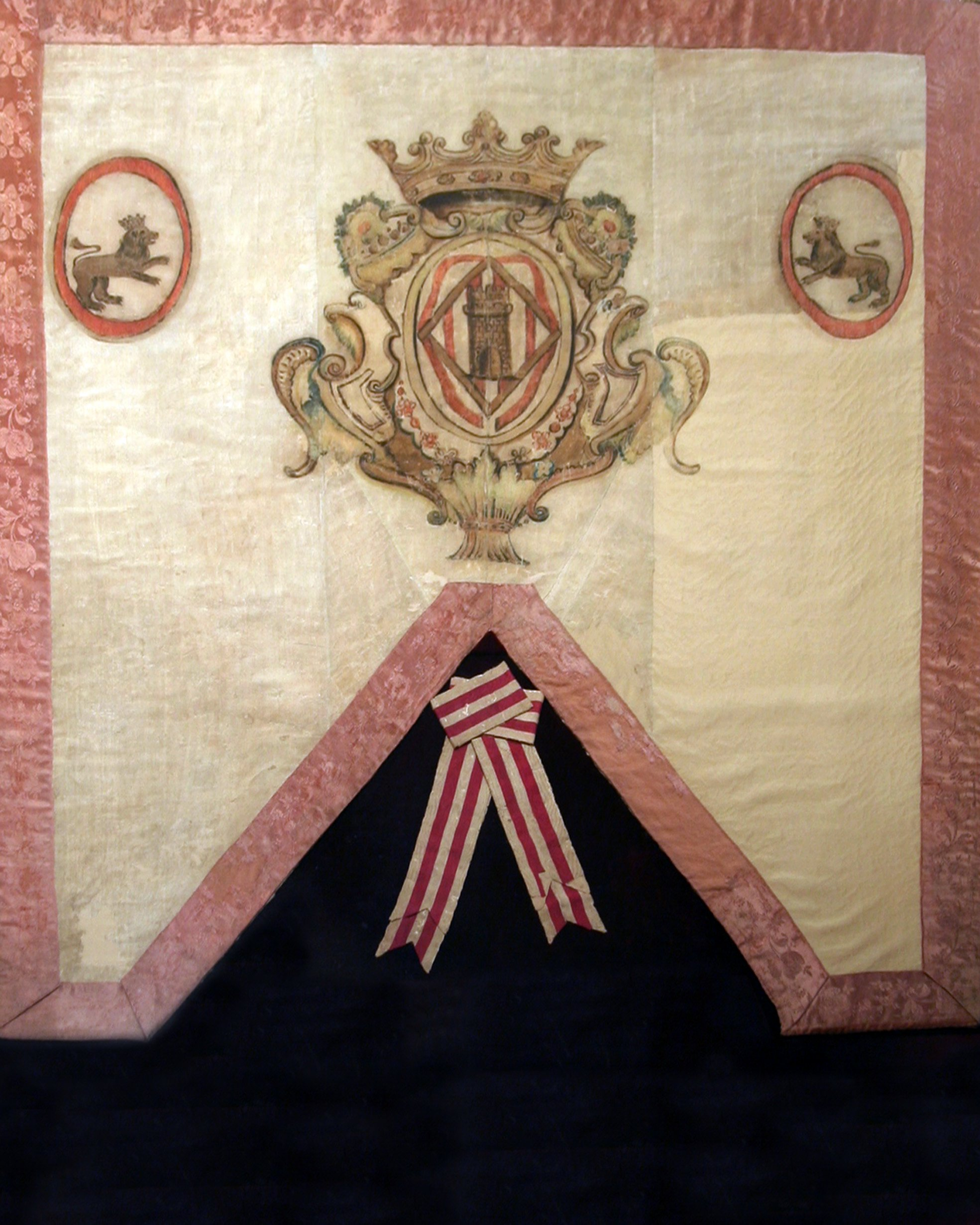
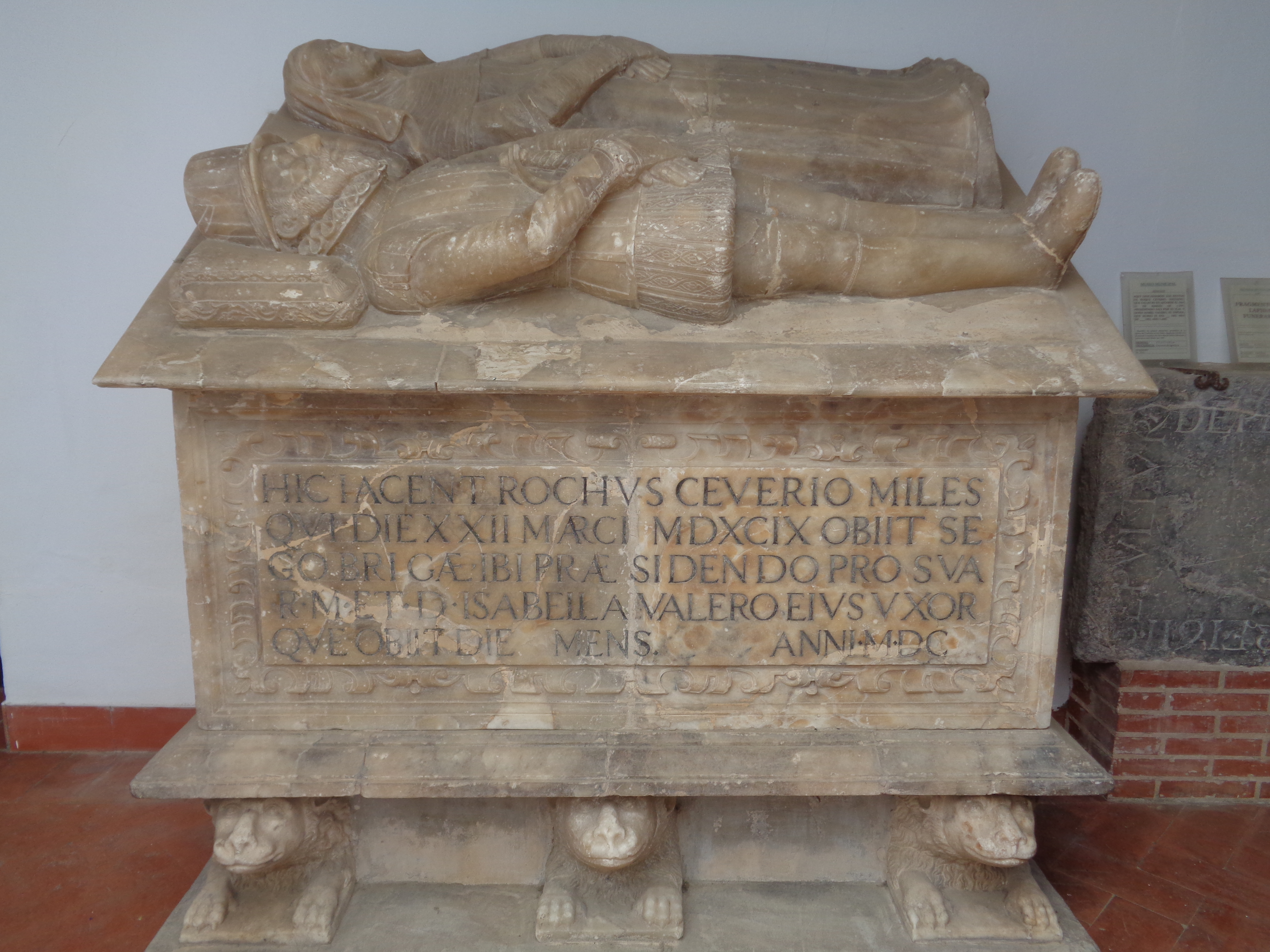
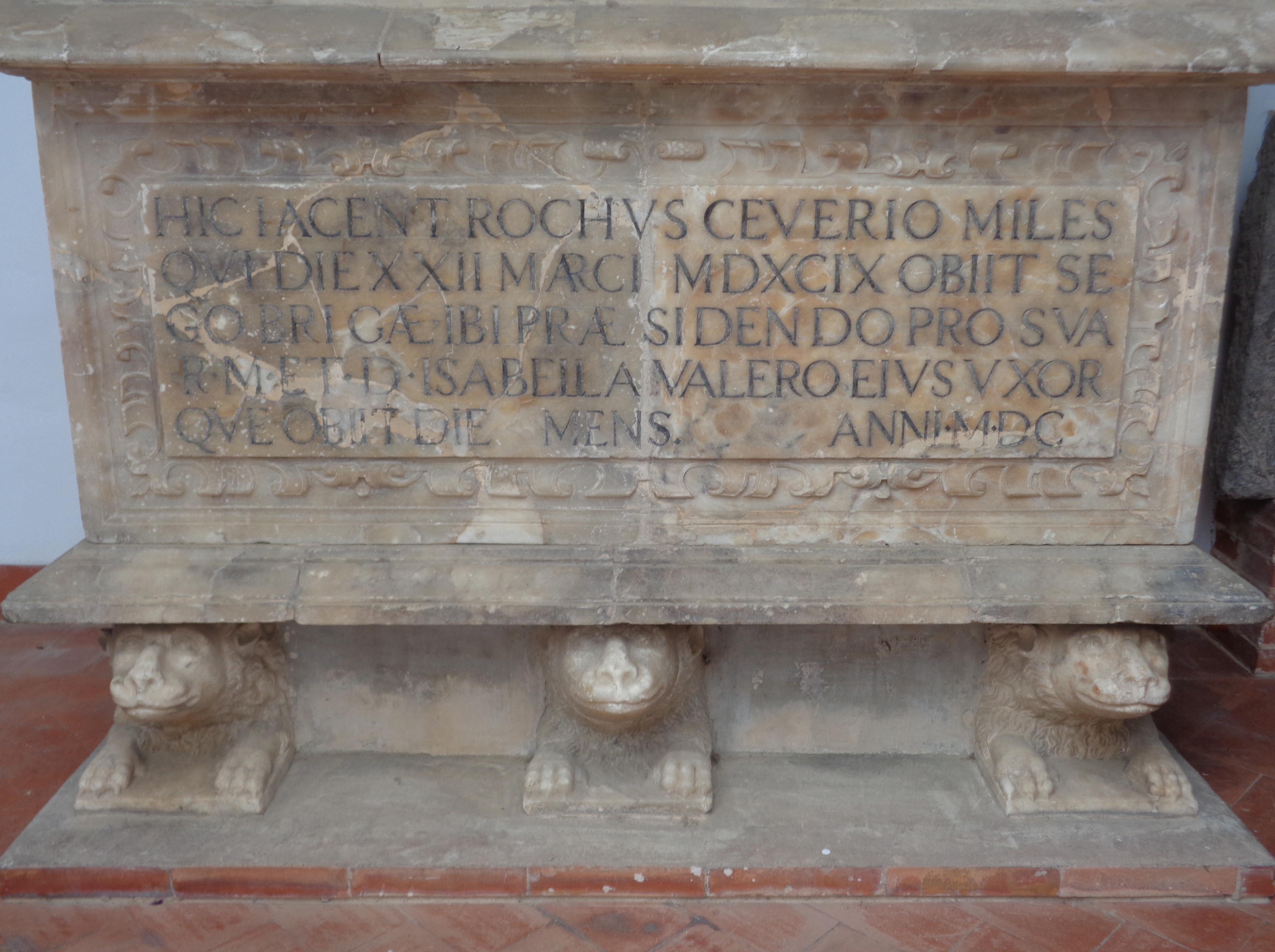
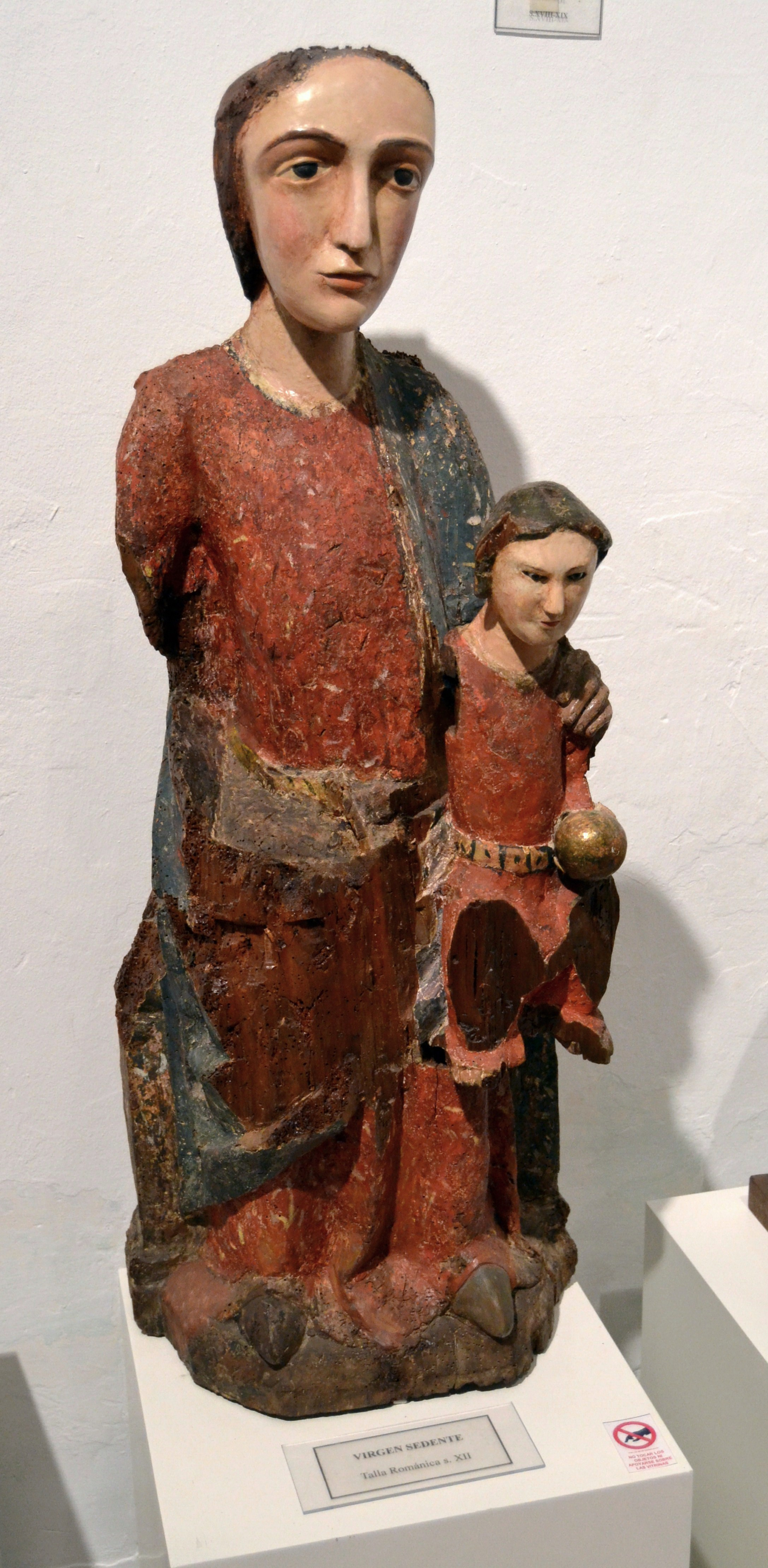